# Francesco Bernardelli
Francesco Bernardelli (Torino, 1894 – Torino, 1971) è stato un saggista e critico teatrale italiano.

## Biografia
Francesco Bernardelli nacque a Torino nel 1894, di famiglia mantovana.
Partecipò alla prima guerra mondiale, durante la quale fu ferito e mutilato, e ricevette una medaglia d'argento.
Alla fine del conflitto si dedicò al giornalismo, assumendo la critica drammatica con il quotidiano torinese La Stampa dal 1929, conservandola negli anni e dimostrando caratteristiche di autorevolezza, preparazione, conoscenze ed equanimità.
Nel suo ruolo di critico teatrale si mise in evidenza per l'urbana obiettività, seppure giusta e severa; l'apertura e la comprensione verso ogni tendenza, anche quelle più innovative e anticonformiste; l'orientamento, espresso con uno stile elegante e dotto e con un'impeccabile scrittura elzeviristica, ma non per questo giornalisticamente meno chiara e piacevole, alla umanistica presentazione della moralità del costume anche degli eventi quotidiani e dei pretesti contingenti.
Collaboratore della terza pagina, elzevirista, Bernardelli fu a lungo critico letterario e raccolse nel volume che diventò emblematico in questo senso una raccolta di saggi intitolata Ritratti morali e letterari (1943). Nel 1956 pubblicò I doni della sera, raccolta di elzeviri per la raccolta L'Ippocampo di Cappelli Editore. Infine nel 1964 per le Edizioni dell'Albero riunì in Spettacoli e commedie una raccolta di Cronache drammatiche (che vanno dal 1934 al 1964) che definì queste recensioni sono state scelte e raccolte a parziale testimonianza di un certo gusto e amore del teatro: non dell'autore, ma di una società inquieta e irritabile, che si trasforma. Tale la giustificazione del libro.
Tra i giudizi più significativi espressi da Bernardelli si può menzionare quello scritto sul numero 326 della rivista Il dramma, nel novembre 1963, con un titolo eloquente e cioè Leggere il teatro, nel quale Bernardelli, d'accordo con Roberto Bracco, non riteneva che il teatro fosse «più che altro letteratura» e rivendicava piuttosto il primato del palcoscenico.
Bernardelli strinse una profonda amicizia con Luigi Pirandello, basata su una stima reciproca, confermata da un telegramma che il Nobel per la letteratura inviò da Parigi al giornale La Stampa l'11 gennaio 1935: «Avrei caro mandaste Bernardelli assistere straordinaria rappresentazione giorno 17 teatro Mathurins  omaggio teatro francese  mia opera scrittore. Pirandello».